# Melle (Franciaország)
Melle község Franciaország Új-Aquitania régiójában, Deux-Sèvres megyében. Új községként 2019. január 1-jén jött létre Melle, valamint Mazières-sur-Béronne, Paizay-le-Tort, Saint-Léger-de-la-Martinière és Saint-Martin-lès-Melle egyesítésével.
Lakosainak száma 5790 fő (2022. január 1.). Melle Beaussais-Vitré, Sepvret, Chey, Lezay, Saint-Vincent-la-Châtre, Brioux-sur-Boutonne, Périgné, Saint-Romans-lès-Melle, Fontivillié, Marcillé, Chef-Boutonne, Celles-sur-Belle és Lusseray községekkel határos.

## Népesség
A település népességének változása:
| Lakosok száma | 6213 | 6200 | 6173 | 6018 | 5904 | 5790 |
|               | 2017 | 2018 | 2019 | 2020 | 2021 | 2022 |